# Embacang Kelekar
Embacang Kelekar is een bestuurslaag in het regentschap Muara Enim van de provincie Zuid-Sumatra, Indonesië. Embacang Kelekar telt 1516 inwoners (volkstelling 2010).